# Sovana
Sovana  (Svea) ist eine italienische Fraktion der Gemeinde Sorano in der Maremmaregion in der Provinz Grosseto in der Toskana und ist Mitglied der Vereinigung I borghi più belli d’Italia (Die schönsten Orte Italiens).

## Geographie
Sovana liegt auf einer Anhöhe aus Tuffstein beim Zusammenfluss der Calesine und Folonia. Die Anlage des Ortes besteht aus drei in Längsrichtung verlaufenden Straßen, die Obere Straße, Untere Straße und Mittelstraße heißen. 
Bereits in der Etruskerzeit erlangte Sovana Bedeutung. Bis heute sind aus dieser Zeit wichtige Sehenswürdigkeiten erhalten geblieben. Im 11. Jahrhundert erlebte die Stadt eine weitere Blütezeit, während in den nachfolgenden Jahrhunderten ein Verfallprozess einsetzte. Dennoch verfügt Sovana auch heute noch über seinen ursprünglichen, mittelalterlichen Ortskern. 1833 lebten nur noch 64 Einwohner in der Stadt, heute leben ca. 120 Menschen in Sovana. Aufgrund der Wiederentdeckung der kulturellen Schätze Sovanas in den letzten Jahren ist der Ort nach Jahrhunderten des Vergessens in das Leben zurückgekehrt. Dennoch ist Sovana keine touristische Metropole.

## Geschichte
Archäologische Ausgrabungen haben bewiesen, dass bereits von der Jungsteinzeit bis zur Bronzezeit Wohnsiedlungen auf dem Gebiet von Sovana existierten. Um das Jahr 1000 v. Chr. entwickelten sich die ersten anwachsenden Siedlungen. Auch in Sovana existierte eine größere Siedlung dieser Art, wie z. B. auch in San Giovenale. Mit Beginn der Eisenzeit wurden diese Siedlungen aufgegeben. Gegen Ende der Villanovazeit wurden die Siedlungen wiederbelebt, gleichzeitig tauchten die ersten etruskischen Siedlungen auf. Bei Ausgrabungsarbeiten fand man unterhalb des Plateaus der Kathedrale von Sovana eine frühgeschichtliche Siedlung. Sie bestand aus großen, elliptisch geformten Wohnstätten. 

### Antike
Das etruskische Sveama war ein Zentrum von mittlerer Bedeutung. Es bestanden Handelsbeziehungen mit Vulci und ein kultureller Austausch mit dem Gebiet des Bolsenasees. Seinen Höhepunkt hatte das etruskische Sovana im vierten und dritten vorchristlichen Jahrhundert, doch auch während der Romanisierung konnte es seine Blüte noch bewahren. Von der römischen Kolonisierung scheint die etruskische Kultur in Sovana unberührt geblieben zu sein; so zeigen zahlreiche etruskische Inschriften aus der Zeit der Kolonisierung, dass die etruskische Sprache und Kultur weiterhin praktiziert wurden. Trotzdem wurde Sovana in der Römerzeit Municipium.

### Christianisierung
Bereits im 4. Jahrhundert n. Chr. wurde Sovana zum Bischofssitz. Dadurch erlangte es wichtige Bedeutung während des Christianisierungsprozesses in der südlichen Toskana. Zudem wurde das Gebiet bevorzugtes Ziel von Einsiedlern und Eremiten, die wesentlich zur Verbreitung des Christentums beitrugen. In Sovana selbst gab es auf vier Felsen Einsiedeleien.

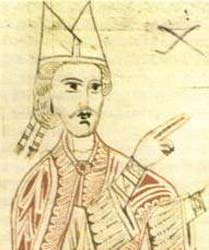
Papst Gregor VII.

### Mittelalter
935 wählten die Aldobrandeschi die Stadt als Hauptort ihrer Grafschaft, die sich vom Monte Amiata aus über die gesamte Maremma erstreckte. Ausdruck ihres Machtanspruches ist noch heute die Ruine ihrer Burg, der Rocca Aldobrandesca am Ortseingang von Sovana.
Im 11. Jahrhundert (um 1020) wurde in Sovana der Kanoniker Hildebrand von Sovana geboren, der spätere Papst Gregor VII., der eine entscheidende Rolle im Investiturstreit spielte. Ab dem 13. Jahrhundert setzte ein Verfallsprozess in der Grafschaft ein, geprägt durch innere Kämpfe. Dieser Prozess fand seinen Höhepunkt in der Schlacht von Montaperti (1260) zwischen den Ghibellinen von Santa Fiora und den Welfen von Sovana. 
Ab 1312 unterstand Sovana den Grafen von Orsini, welche die Stadt weiter herunterwirtschafteten, bis sie 1410 durch die Republik Siena erobert wurde. Durch den Verfallsprozess wurde die verarmte Bevölkerung erheblich dezimiert. Kriege, Plünderungen und Malariaepidemien führten schließlich dazu, dass Sovana ein verlassener und dem Verfall naher Ort war.

### Neuzeit
In der Renaissance versuchten die Medici, Sovana durch Ansiedlung eingewanderter Griechen wiederzubeleben. Dieser Versuch scheiterte jedoch ebenso wie ein späterer Versuch unter den Großherzögen der Habsburg-Lothringer, weil eine weitere Malaria-Epidemie die Bevölkerung dezimierte. 
Erst die Wiederentdeckung der zahlreichen Sehenswürdigkeiten Sovanas in der Gegenwart hat die Stadt aus ihrer Vergessenheit gerissen.

## Mittelalterliche Sehenswürdigkeiten

### Rocca Aldobrandesca

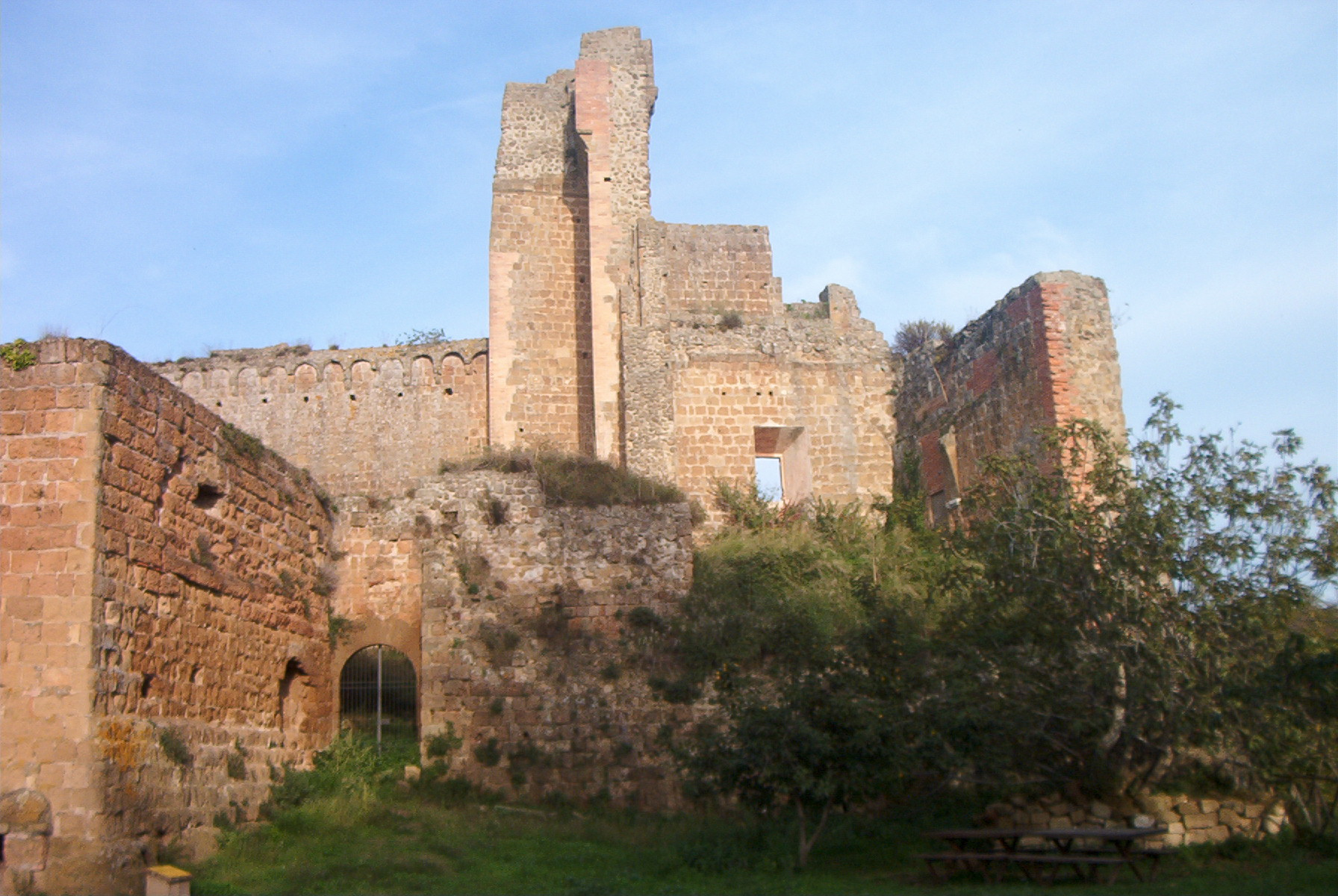
Rocca Aldobrandesca

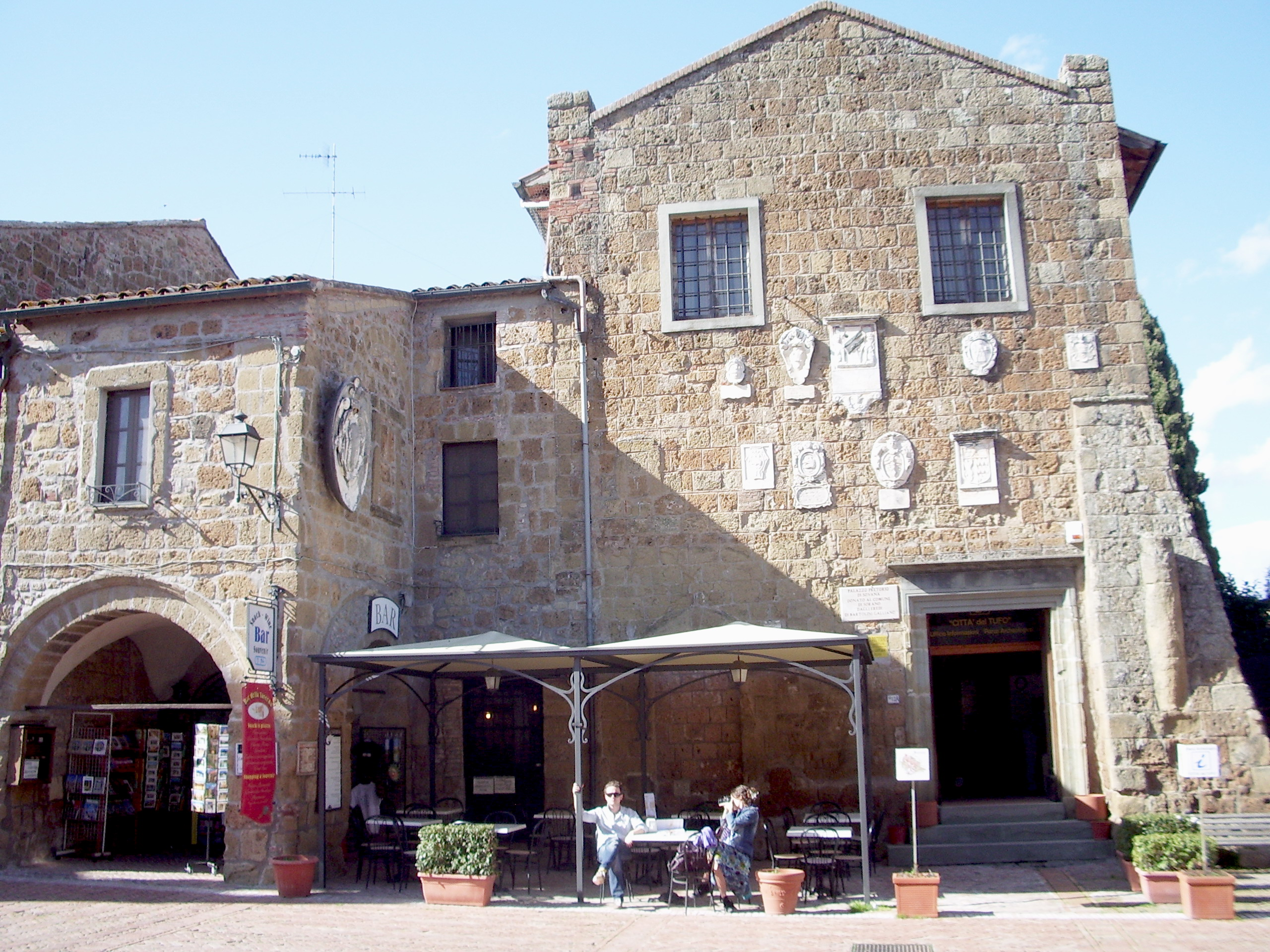
Palazzo Pretorio

Direkt am Eingang des Ortskernes liegt die Ruine der Rocca Aldobrandesca. Die Burg wurde im 11. Jahrhundert erbaut und zwischen dem 12. und 14. Jahrhundert mehrmals erweitert und restauriert. Seit dem 17. Jahrhundert wurde sie dem Verfall überlassen. Erbaut wurde die Burg auf einer schon in der Etruskerzeit behauenen Felsfläche. Durch die Burg sollte das einzige mittelalterliche Stadttor, die Porta della Rocca verteidigt und somit der Ortskern geschützt werden. Zudem war die Burg ursprünglich von einem Graben umgeben. 1558 wurde unter Cosimo de’ Medici ein weiteres Stadttor (Porta da Passo) an der Südseite der Stadt eröffnet.

### Piazza del Pretorio (Amtsgerichtsplatz)
Rund um den Platz ist das vollständige mittelalterliche Stadtmodell erhalten. Die niedrigen zweistöckigen Häuser stehen auf Fundamenten aus dem 12. bis 15. Jahrhundert. Die Piazza del Pretorio ist der einzige Platz des Ortes und umgeben von den wichtigsten historischen Gebäuden Sovanas. Das Pflaster aus Backsteinen mit Fischgrätmuster ist zum Teil original, zum anderen Teil restauriert.

### Palazzo Pretorio (Amtsgerichtpalast)
An der rechten Seite der Piazza del Pretorio steht ein Gebäude aus dem 12. Jahrhundert, dessen Vorderfront durch eine Reihe großer Wappen geschmückt ist. Diese Wappen stammen von den senesischen und den Medici-Kommissaren, die den Ort vom 14. bis zum 16. Jahrhundert verwalteten. An der Eckmauer des Gebäudes ist eine Säule angebracht, an der vermutlich in der Vergangenheit Ankündigungen gemacht wurden. In diesem Palazzo befindet sich heute ein Archäologisches Museum. Dort werden etruskische Fundstücke ebenso ausgestellt wie Steingut aus dem Mittelalter.

### Loggia del Capitano (Loge des Hauptmannes)
Auf den gleichen Stützpfeilern erbaut wie der Amtsgerichtspalast ist die Loge des Hauptmannes. An der Außenwand befindet sich ein Wappen der Medici, das Cosimo I. dort zum Ende des 16. Jahrhunderts anbringen ließ. In diesem Gebäude residierte der Regent der Stadt.

### Palazzo dell’Archivo (Archivpalast)
Zwischen der Via di Mezzo und der Via di Sotto in der Mitte der Piazza del Pretorio steht der Archivpalast aus dem 13. Jahrhundert mit einem schlanken Glockenturm. Hier befanden sich der Sitz der Gemeinde und das Archiv. Heute wird der Palazzo dell’Archivo nicht mehr in diesem Sinne genutzt, da Sovana inzwischen zur Gemeinde Sorano gehört. An der Fassade ist eine alte Uhr mit einem komplizierten Mechanismus angebracht.

Fresken in St. Maria, Sovana

### Kirche Santa Maria
Auf der linken Seite des Platzes steht die Kirche Santa Maria aus dem 12. Jahrhundert. Über dem Hauptaltar erhebt sich hier ein seltenes vorromanisches Ziborium aus dem 8. Jahrhundert, einzigartig in der gesamten Toskana. Es ist aus weißem Marmor und besteht aus vier Säulen mit Kapitellen im korinthischen Stil, die eine achteckige Pyramide tragen. Vermutlich wurde das Ziborium nach Renovierungsarbeiten im Dom von Sovana, wo es sich bis zum 11./12. Jahrhundert befand, in die Kirche gebracht. Im Inneren der Kirche gibt es einige wertvollere Fresken. Zudem befinden sich in einer Ecke der Kirche einige römische Marksteine aus der spätrepublikanischen Epoche mit Grabinschriften.

### Palazzo Bourbon del Monte
Direkt neben der Kirche steht der Palazzo des Markgrafen Bourbon del Monte mit einer hohen offenen Halle im Erdgeschoss. Die Fassade stammt aus dem 17. Jahrhundert.

### S. Mamiliano
An der Piazza del Pretorio befinden sich zudem die verfallenen Mauern der Kirche von S. Mamiliano. Hierbei handelt es sich um das älteste Gebäude von Sovana. Vermutlich stand hier die erste christliche Kirche des frühen Bischofssitzes, die auf den Resten eines heidnischen Tempels erbaut worden war. Die Kirche war dem Schutzpatron des Ortes geweiht. Das Gebäude wurde wieder gedeckt, weil Grabungen unter dem Fußboden durchgeführt werden (2007).

### Kloster St. Benedikt
In der Nähe des Parkplatzes von Sovana sieht man die Reste des Klosters aus dem 12. Jahrhundert. Einige Forscher ordnen das Kloster dem Templerorden zu. Die Anwesenheit der Templer in Sovana ist durch ein Originaldokument belegt, in dem von einer lokalen Kommandantur die Rede ist. Allerdings konnte diese Tatsache bisher noch nicht weiter lokalisiert werden.

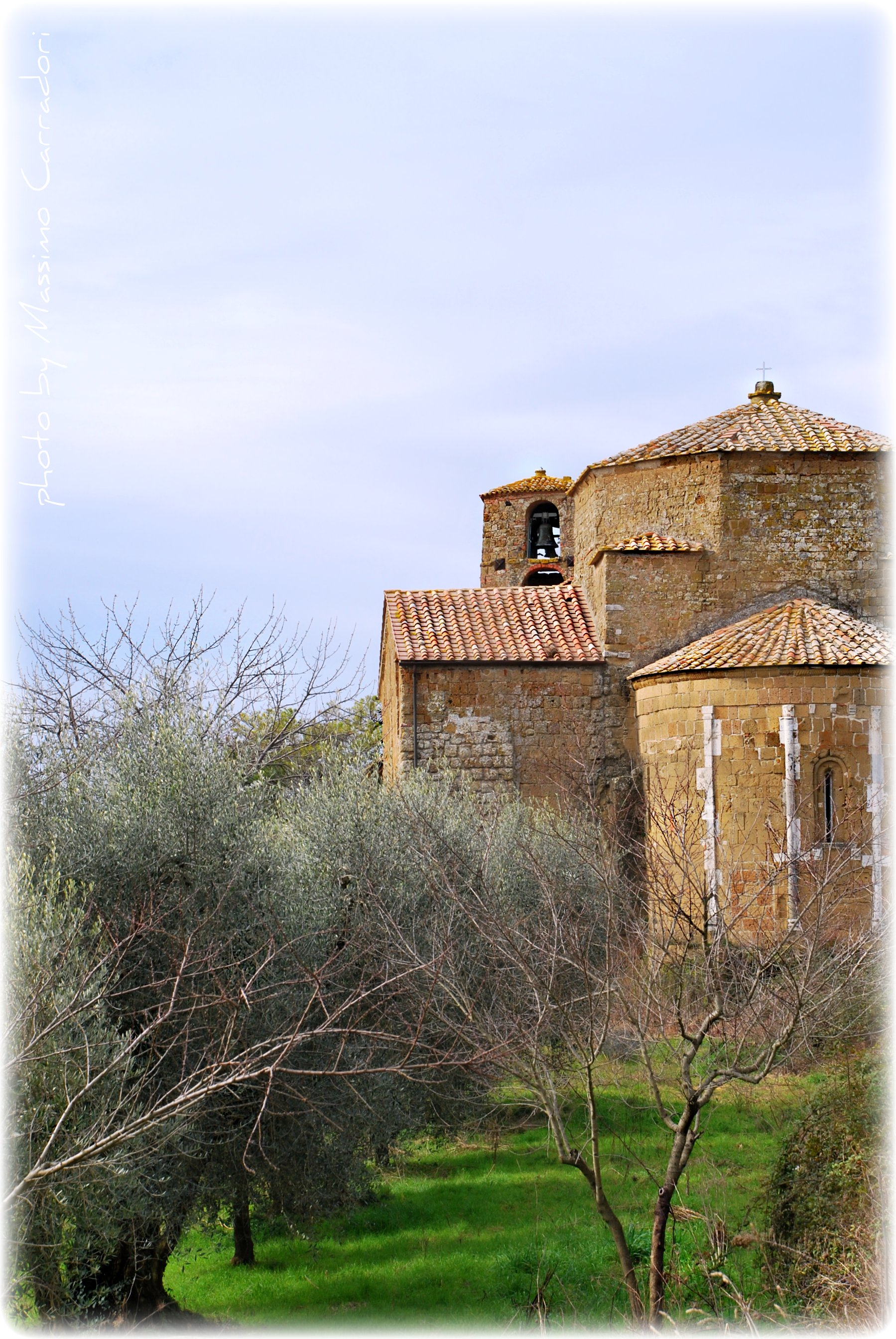
Il Duomo, Sovana

### Der Dom
Der St. Peter und Paul geweihte Dom befindet sich am westlichen Ende von Sovana. Der Dom stellt das bedeutendste Monument des Mittelalters in Sovana dar. Es handelt sich um ein seltenes Exemplar einer Kathedrale im romanisch-gotischen Stil von hohem künstlerischem Wert. Verziert ist der Dom durch dekorative Steinmetzarbeiten. Der Innenraum ist durch einzigartige, jedoch harmonische architektonische Formen geprägt. Eine erste Bauphase setzte vermutlich bereits im 9. Jahrhundert ein. Im 11. Jahrhundert stand die Kirche bereits, wie eine päpstliche Bulle von Nikolaus II. zeigt. Im Laufe des 12. bis 14. Jahrhunderts wurde der Dom in seinem Aussehen verändert. Das Portal an der Längsseite der Kirche ist aus Marmor und besteht aus einem ersten, äußeren Bogen, in dessen oberen Hälfte die Seele eines Menschen, die zum Himmel aufsteigt, dargestellt ist. In der Mitte des Bogens befinden sich zwei stilisierte Löwenköpfe, die den Dom bewachen sollen und im unteren Teil verschiedene symbolische Motive. Das Innere des Doms ist durch eine Reihe massiver, kreuzförmiger, zweifarbiger Säulen geteilt, auf denen das Kreuzgewölbe des Mittelschiffes ruht. Besonders interessant sind die Skulpturen am oberen Teil der Kapitelle, die der lombardischen Schule des 11. Jahrhunderts zugeschrieben werden. Es sind dort biblische Szenen dargestellt. 
In einer Urne auf dem Altar befinden sich die Gebeine von S. Mamiliano, dem Schutzpatron Sovanas. 
An der Stelle, wo heute der Dom steht, befand sich vermutlich auch die etruskische Akropolis.

## Antike Sehenswürdigkeiten

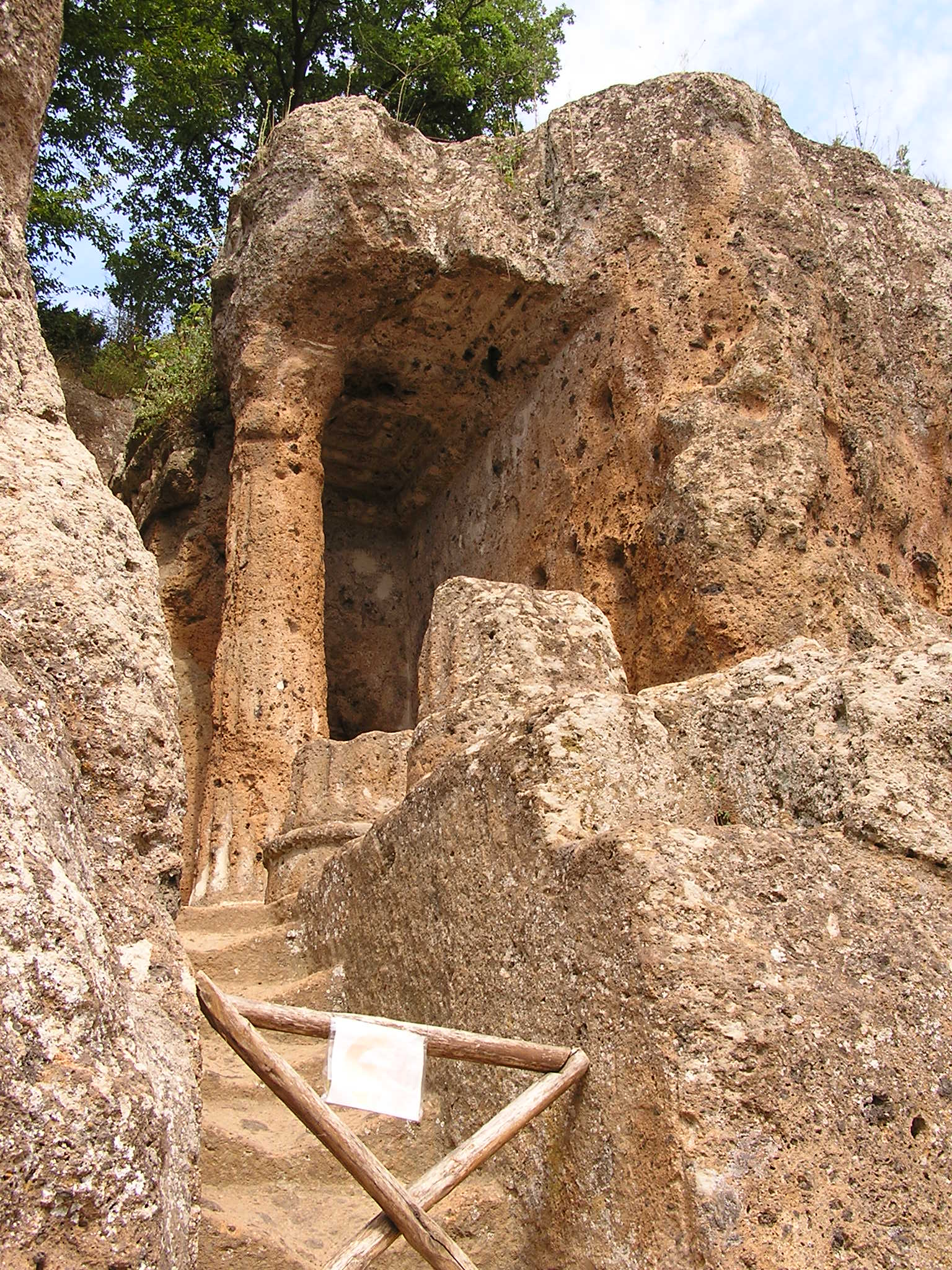
Tomba Ildebranda

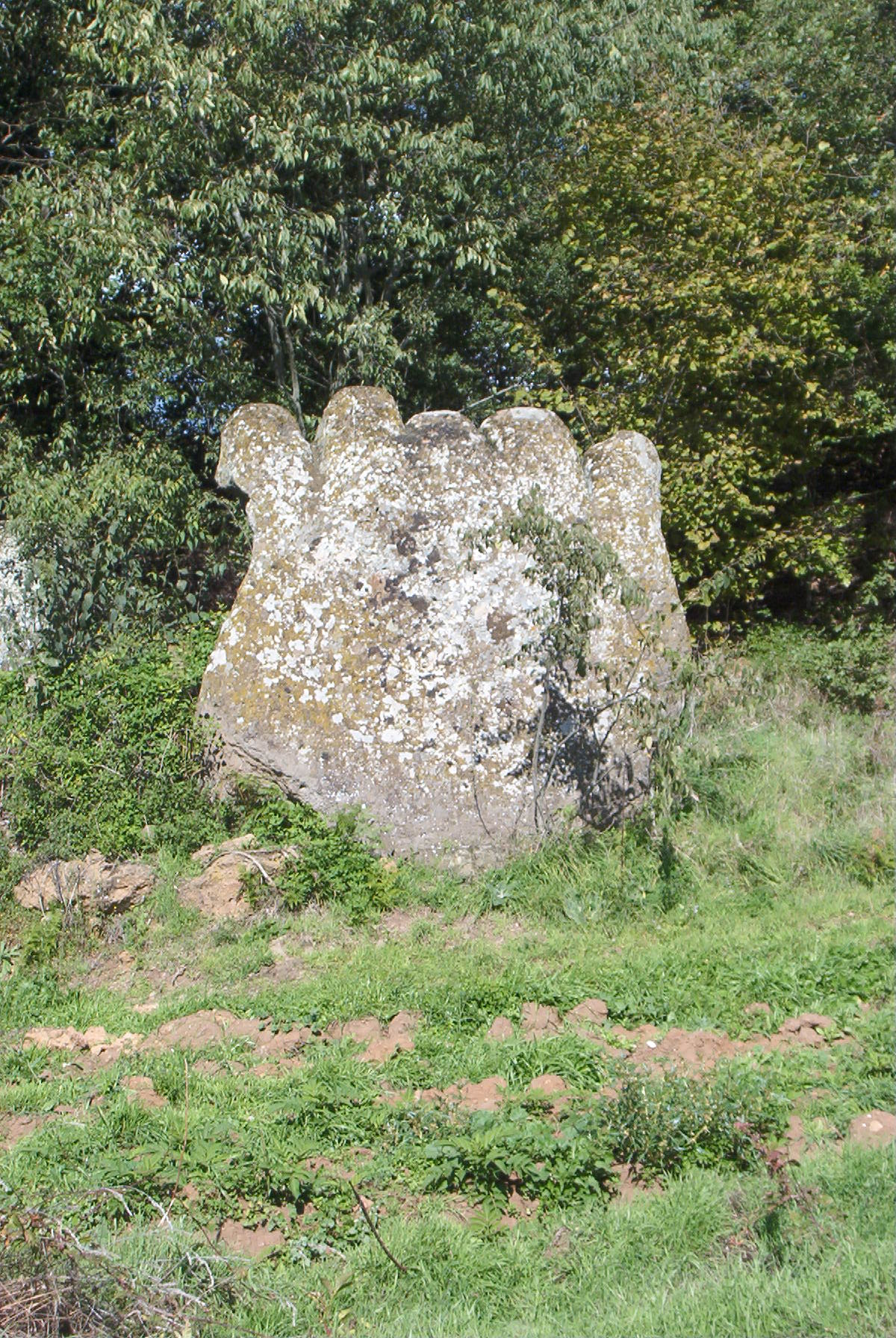
Hand des Orlando

### Tomba Ildebranda
Bei der Tomba Ildebranda handelt es sich um das einzig erhaltene Exemplar eines etruskischen Tempelgrabes. In den 1920er Jahren wurde die Grabanlage wiederentdeckt. Zu Ehren von Ildebrando aus Sovana wurde sie Tomba Ildebranda genannt. Das Monument wurde aus einem riesigen Felsblock geschlagen, aus dem ein traditioneller etruskischer Tempel der hellenistischen Epoche (vermutlich 3. Jahrhundert vor Christus) wurde. Die Fassade des Tempels besteht aus zwölf Säulen, die auf die etruskische Dodekapolis verweisen. Die Kapitelle liegen im Museum von Sovana. Sie zeigen vier männliche und weibliche Götterantlitze und große Akanthusblätter. Insgesamt war die gesamte Tempelfläche verputzt und in lebhaften Farbtönen bemalt. Es gibt insgesamt zwei Grabeingänge. Der Haupteingang führt zu einer kreuzförmigen Grabkammer, die direkt unter dem Mittelpunkt der darüberliegenden Tempels führt. Vermutlich wurde sie für eine sehr hochstehende Person aus Sovana geschaffen. Der seitliche Dromos führt zu einem Grab, das vermutlich aus dem 4. vorchristlichen Jahrhundert stammt. Die Decke des Grabes stellt die Decke eines etruskischen Hauses dar. Neben der Tomba Ildebranda ist vor einiger Zeit ein weiteres Felsplateau entdeckt worden, auf dem neben Treppen zwei hohe Ädikulä stehen, von denen eine die vereinfachte Form einer Tempelfassade wiedergibt. Allerdings werden diese Entdeckungen noch erforscht.

### Hand des Orlando
An der Landstraße von Sovana nach Sorano befindet sich an der Abzweigung nach Pitigliano ein großer Felsblock, der wie eine Hand aussieht. Der Legende nach ist die Hand auf magische Weise bei der Belagerung Sovanas durch Karl den Großen entstanden, während der Ritter Orlando (der rasende Roland) den Felsblock mit seiner Hand umklammerte. Wahrscheinlich ist der Felsblock jedoch noch viel älter. Möglicherweise stärkte man hier Hanfseile, indem man sie durch die Fingeröffnung zog oder man benutzte die Hand als Beobachtungsposten. Eine letzte Erklärung ist die Möglichkeit, dass die Hand auf die Megalithzeit zurückgeht. In dieser Zeit war es üblich große Steine aufzustellen, die eine magische sakrale Funktion hatten.

### Cavone
Hierbei handelt es sich um einen in den Felsen geschlagenen Hohlweg mit verschiedenen etruskischen Spuren. Direkt hinter dem Eingang sind links oben in der Wand etruskische Grotten, die im Frühmittelalter von Einsiedlern genutzt wurden. Unterhalb davon befindet sich eine Nische mit den Überresten eines Freskos der Madonna mit Kind. Weiter im Inneren des Hohlweges findet man in der Felswand einige Gräber sowie verschiedene Zeichen aus diversen Epochen. Unter anderem sind hier auch christliche Kreuze zu finden, mit deren Hilfe man die heidnischen Götter vertreiben wollte. Im Mittelalter hieß dieser Weg „Straße des Teufels“ und man glaubte, es sei gefährlich, den Weg nachts zu gehen. 
Auf halbem Wege ist eine etruskische Epigraphik „Vertne“, die vermutlich auf den höchsten etruskischen Gott verweist (Vertumno oder Veltha). 
Weitere etruskische Sehenswürdigkeiten: Nekropole an der Folonia, Grab des Silen, Nekropole von Sopraripa, Tomba Pisa, Tomba del Tifone, Tomba Pola, Nekropole von Pian Casale etc.

## Persönlichkeiten
Im Dorf Sovana wurde Hildebrand von Soana, der spätere Papst Gregor VII. um 1020 geboren. Er spielte eine bedeutende Rolle im Investiturstreit (Gang nach Canossa).